# Кос, Ловро
Ловро Кос (словен. Lovro Kos; род. 23 июля 1999, Рудник-при-Моравчах, Моравче, Словения) ― словенский прыгун с трамплина, серебряный призёр на XXIV зимних Олимпийских играх в Пекине в командном соревновании. Двукратный чемпион мира. 

## Биография
Родился 23 июля 1999 года в Любляне, Словения.
Кос дебютировал на Кубке мира по прыжкам с трамплина FIS в январе 2021 года в Виллингене. Его лучший результат на чемпионате мира на данный момент - третье место, достигнутое в Гармиш-Партенкирхене 1 января 2022 года на Турнире четырех трамплинов 2021–2022.
Участвовал в зимних Олимпийских играх 2022 года в Пекине и выиграл серебряную медаль в командных соревнованиях по прыжкам с большого трамплина среди мужчин.